# 阿尔尚热
阿尔尚热（法語：Archingeay，法語發音：[aʁʃɛ̃ʒɛ]）是法国滨海夏朗德省的一个市镇，位于该省中部，属于圣让当热利区。

## 地理
阿尔尚热（45°55'51"N, 0°42'21"W）面积16.61 平方千米，位于法国新阿基坦大区滨海夏朗德省，该省份为法国西部滨海省份，北起旺代省，西临大西洋，南至吉倫特省，东南接多爾多涅省，东北接德塞夫勒省接壤，东临夏朗德省。
与阿尔尚热接壤的市镇（或旧市镇、城区）包括：尚多朗、莱努耶、皮迪拉克、圣萨维尼安、托奈布托讷。

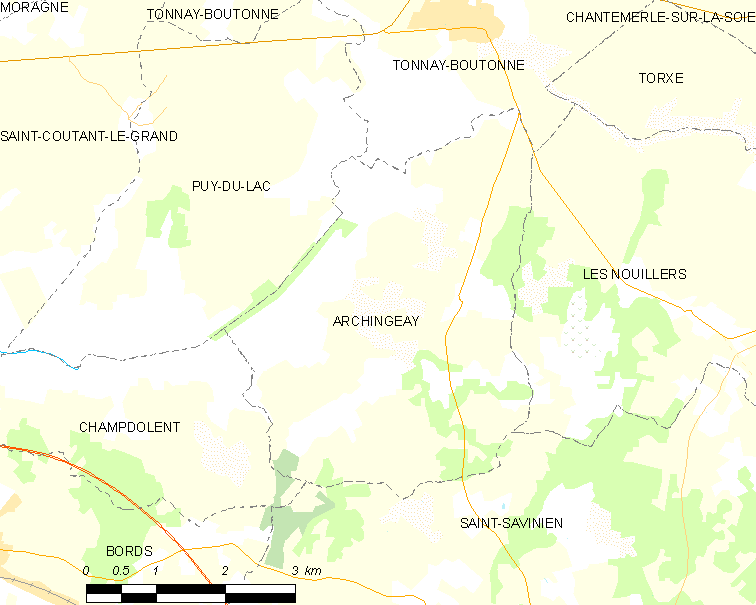
阿尔尚热的OSM定位图

阿尔尚热的时区为UTC+01:00、UTC+02:00（夏令时）。

## 行政
阿尔尚热的邮政编码为17380，INSEE市镇编码为17017。

## 政治
阿尔尚热所属的省级选区为圣让当热利县。

## 人口

1962-2008年间阿尔尚热人口变化图示

阿尔尚热于2022年1月1日时的人口数量为764人。